# Malthinus corsicanus
Malthinus corsicanus es una especie de coleóptero de la familia Cantharidae.

## Distribución geográfica
Habita en la isla Córcega (Francia).